# Theloderma phrynoderma
Theloderma phrynoderma är en groddjursart som först beskrevs av Ahl 1927.  Theloderma phrynoderma ingår i släktet Theloderma och familjen trädgrodor. IUCN kategoriserar arten globalt som otillräckligt studerad. Inga underarter finns listade i Catalogue of Life.